# ديفيد ميلور
ديفيد ميلور (بالإنجليزية: David Mellor)‏ (10 يوليو 1993 بأولدهام في المملكة المتحدة - ) هو لاعب كرة قدم بريطاني في مركز الوسط. لعب مع أولدهام أثلتيك ونادي تشورلي وAlfreton Town F.C. ‏ ونادي بارو وإف سي هاليفاكس تاون.

## وصلات خارجية
- ديفيد ميلور على موقع قاعدة بيانات كرة القدم.إي يو (الإنجليزية)
- ديفيد ميلور على موقع Soccerbase.com (لاعب) (الإنجليزية)
- ديفيد ميلور على موقع Soccerway.com (الإنجليزية)